# Fokker 70
Fokker 70 var Fokkers sista modell, en kortare variant av Fokker 100, flög för första gången 1993, sista byggd 1997. Totalt 50 flygplan tillverkade.

## Flygbolag som flyger Fokker 70
- KLM Cityhopper
- Vietnam Airlines
- Austrian operated by Tyrolean